# Jaeger-LeCoultre
Jaeger-LeCoultre je švýcarská hodinářská firma patřící do koncernu Richemont. Sídlo firmy je v Le Sentier (součást obce Le Chenit) na západě země.

## Historie
Zakladatelem firmy, která vyrábí hodinky, je Antoine LeCoultre (1803 – 1881). Začal se zajímat o práci s kovem a ve třiceti letech založil firmu na výrobu ozubených ústrojí pro hodinky. Začínal se svým bratrem v kuchyni, pak pracovali ve zvláštní místnosti v domě, později otevřeli vlastní dílnu. V roce 1860 firma zaměstnávala 100 lidí. Nyní[kdy?] jich zaměstnává 600.
Do hodinek musí hodináři vměstnat až 300 součástek. Některé součástky nejsou ani viditelné pouhým okem. Nejdříve vzniknou první prototypy, podle nichž se dalších několik měsíců sestrojují speciální zařízení na měření součástek. Většina hodinek se sestavuje 18 měsíců, některé složitější mechanismy i pět let. Součástky, které nejsou viditelné pouhým okem, jsou vyráběny pod velkými lupami. Hodinář potřebuje dobré oči, pevnou ruku a trpělivost. Firma se může chlubit hodinkami, které mají dva ciferníky – na lícním běží čas majitele hodinek, na rubu je čas jeho partnera, který zrovna žije v jiném časovém pásmu. Po otočení majitel ví, zda může svému partnerovi zavolat, nebo by ho měl nechat spát, protože je právě půlnoc. Další specialitou jsou hodinky, které jsou vybavené věčným kalendářem, který ukazuje den, měsíc, rok a fáze Měsíce, a všechno je naprogramováno na 122 let dopředu.
Firma se může chlubit i nejtitěrnějším mechanismem na světě. Lidé si oblíbili ručně vyráběné hodinky, které dlouho vydrží, mohou se dědit a mají o ně zájem sběratelé. Hodinky firma vyváží do Německa, Japonska, Itálie a Francie i do USA. Cena hodinek se běžně vyšplhá od 60 tisíc do 3,5 milionu korun. Nejdražší hodinky se prodávají až po domluvě na ceně.